# Sønder Haksted
Sønder Haksted (dansk) eller Süderhackstedt (tysk) er en landsby og kommune beliggende i et morænelandskab vest for Trenen i Sydslesvig. Administrativt hører kommunen under Slesvig-Flensborg kreds i den tyske delstat Slesvig-Holsten. Kommunen samarbejder på administrativt plan med andre kommuner i omegnen i Eggebæk kommunefællesskab (Amt Eggebek). Til kommunen hører også Koksbøl (også Kogsbøl, Koxbüll), Møllebjerg (Mühlenberg) og Smedekro (Schmiedekrug). 
I kirkelig henseende hører Sønder Haksted under Jørl Sogn (Hjørdel Sogn). Sognet lå i Ugle Herred (Flensborg Amt), da Slesvig var dansk indtil 1864.
Sønder Haksted er første gang nævnt 1439. Stednavnet henføres til personnavnet Hak (Hak Ulvstand) eller hage. På sønderjysk udtales byen Synner'hagstej. Mod nord findes der tilsvarende et Nørre Haksted. 
Syd for Sønder Haksted by ved Koksbøl ligger moseområdet Herremose (Herrenmoor). Sønder Haksted er præget af landbrug med flere gårde.